# Ipsebiosis spicula
Ipsebiosis spicula là một loài Trichoptera trong họ Hydrobiosidae. Chúng phân bố ở miền Australasia.